# Spætmejser
Spætmejser (Sittidae) er en familie af spurvefugle, der alle er udbredt på den nordlige halvkugle. Familien indeholder kun slægten Sitta. Fuglene er 10-20 cm lange.

## Arter
- Sitta europaea (Spætmejse)
- Sitta nagaensis
- Sitta cashmirensis
- Sitta castanea
- Sitta himalayensis
- Sitta victoriae
- Sitta pygmaea
- Sitta pusilla
- Sitta whiteheadi
- Sitta ledanti
- Sitta krueperi
- Sitta villosa
- Sitta yunnanensis
- Sitta canadensis (Amerikansk spætmejse)
- Sitta leucopsis
- Sitta carolinensis
- Sitta neumayer
- Sitta tephronota
- Sitta frontalis
- Sitta solangiae
- Sitta oenochlamys
- Sitta azurea
- Sitta magna
- Sitta formosa